# Göhlen
Göhlen és un municipi a l'estat alemany de Mecklemburg-Pomerània Occidental a l'amt o la mancomunitat de Ludwigslust-Land. Limita al sud amb el riu Rögnitz.
És un petit poble rural de boscs de pinàcies, prats molls i camps de blat. A la fi del 2013 comptava amb 331 inhabitants a una superfície de 13,84 quilòmetres quadrats. El primer esment Golina data del 1450. Significaria «lloc escarit. A l'edat mitjana s'hi van trobar unes cinc-cents baix forns per a l'extracció del ferro. Va tenir la seva població màximal el 1946 quan molts expulsats dels territoris alemanys a l'est de la línia Oder-Neisse van s'establir-hi. Durant la República Democràtica Alemanya (RDA) s'hi va crear la cooperativa de producció agrícola (LPG) Blühendes Leben (= Vida Florescent) que després de la reunificació alemanya va transformar-se en una cooperativa que continua conreant unes dos mil hectàrees i sent un dels empleadors majors del poble.